# Tibor Csorba
Tibor Csorba (ur. 15 marca 1906 w Szepesváralja, zm. 5 września 1985 w Warszawie) – węgierski językoznawca, malarz, tłumacz, propagator polskiej literatury i badacz związków węgiersko-polskich w literaturze.

## Życiorys
Absolwent Akademii Sztuk Pięknych w Budapeszcie w 1929 i Wydziału Humanistycznego Uniwersytetu w Budapeszcie. W latach 20-lecia międzywojennego związany był z Polską: w 1938 ukończył Państwowy Instytut Robót Ręcznych w Warszawie.
W 1944 napisał pracę doktorską pt. Batory jako humanista.
Od 1955 mieszkał w Polsce na stałe. W latach 1945–1949 pracował w Warszawie i Krakowie jako lektor języka węgierskiego. Był również wykładowcą literatury węgierskiej i kierownikiem Instytutu Węgierskiego w Krakowie.
Opracował słownik i podręcznik do nauki polskiego dla Węgrów: Wielki słownik polsko-węgierski, Uczmy się po węgiersku.
Zajmował się twórczością m.in. Jana Kochanowskiego, Cypriana Kamila Norwida, Leopolda Staffa, Jana Kasprowicza, Henryka Sienkiewicza. Pisał również o Adamie Czahrowskim, Juliuszu Słowackim, Norwidzie.
Wydał drukiem, m.in.:
- Kształcenie a praca zawodowa nauczycieli wychowania plastycznego. Warszawa: Państwowe Wydawnictwo Naukowe, 1967.
- O rysowaniu. Warszawa: Wydawnictwa Szkolne i Pedagogiczne, 1980.
- Losy młodzieży polskiej na Węgrzech w latach II wojny światowej. Warszawa: Państwowe Wydawnictwo Naukowe, 1981 (współautor Helena Csorba).
- Ziemia węgierska azylem Polaków 1939–1945. Warszawa: Państwowe Wydawnictwo Naukowe, 1985 (współautor Helena Csorba).

Jako malarz wykorzystywał technikę akwareli, malował przede wszystkim pejzaże, w tym o tematyce tatrzańskiej. Od 1949 często wystawiał swe prace w Polsce i za granicą. W 1981 Ministerstwo Kultury i Sztuki, Związek Polskich Artystów Plastyków i Centralne Biuro Wystaw Artystycznych zorganizowały wystawę prac Csorby w warszawskiej „Zachęcie”.
W 1959–1969 wydał kilka tek pejzaży z własnym tekstem, m.in. Szlakiem Lenina w Polsce, Szlakiem M. Csombora po Polsce.
Zmarł w Warszawie. Został pochowany na cmentarzu Wojskowym na Powązkach (kwatera B 23-10-26).

## Rodzina

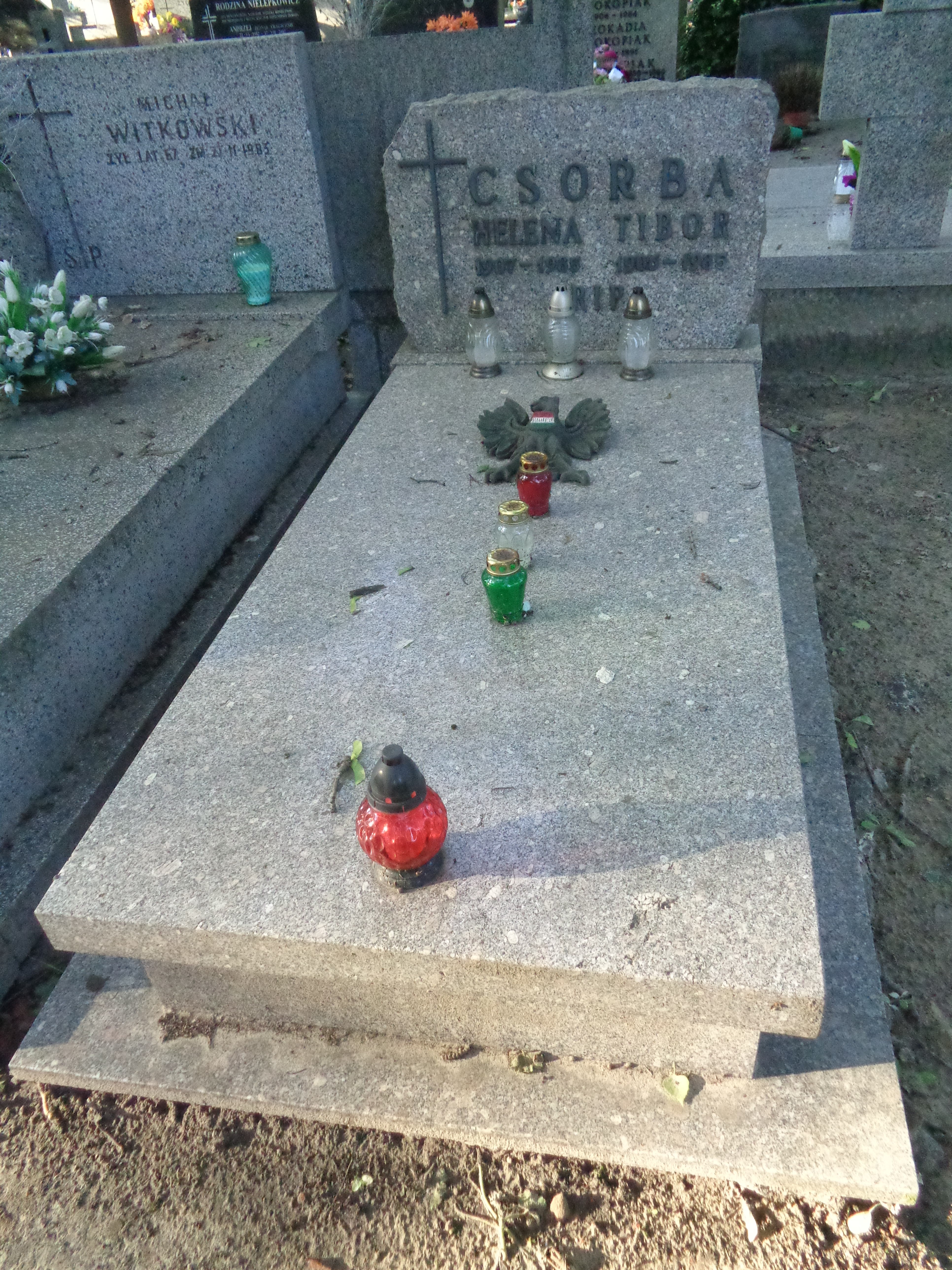
Grób Tibora i Heleny Csorbów na cmentarzu Wojskowym na Powązkach w Warszawie

Żona, Helena Csorba, z domu Miller (starsza siostra prof. dr Romany Miller) była socjologiem medycyny, autorką m.in. książki Szpital i pacjent (Wrocław: Zakład Narodowy im. Ossolińskich, 1966).

## Odznaczenia i nagrody
- Srebrny Wawrzyn Akademicki (5 listopada 1938)[7]
- Order Uśmiechu
- Nagroda im. Włodzimierza Pietrzaka.